# Тернівська сільська рада (Дунаєвецький район)
Терні́вська сільська́ ра́да — адміністративно-територіальна одиниця та орган місцевого самоврядування в Дунаєвецькому районі Хмельницької області. Адміністративний центр — село Тернова.

## Загальні відомості
Тернівська сільська рада утворена в 1978 році.
- Територія ради: 24,582 км²
- Населення ради: 792 особи (станом на 2001 рік)
- Територією ради протікає річка Тернавка

## Населені пункти
Сільській раді підпорядковані населені пункти:
- с. Тернова
- с. Харитонівка

## Склад ради
Рада складається з 12 депутатів та голови.
- Голова ради: Цапар Анатолій Феодосійович
- Секретар ради: Городецька Раїса Василівна

### Керівний склад попередніх скликань
| Прізвище, ім'я, по батькові | Основні відомості                                                               | Дата обрання | Дата звільнення |
| --------------------------- | ------------------------------------------------------------------------------- | ------------ | --------------- |
| Цапар Анатолій Феодосійович | Сільський голова, 1960 року народження, освіта середня спеціальна, безпартійний | 26.03.2006   | 31.10.2010      |
| Цапар Анатолій Феодосійович | Сільський голова, 1960 року народження, освіта середня спеціальна, безпартійний | 31.10.2010   |                 |

Примітка: таблиця складена за даними сайту Верховної Ради України

### Депутати
За результатами місцевих виборів 2010 року депутатами ради стали:

#### За суб'єктами висування
| Суб'єкт висування           | Кількість обраних депутатів | %    |
| --------------------------- | --------------------------- | ---- |
| Самовисування               | 10                          | 83,3 |
| Партія «Демократичний Союз» | 1                           | 8,3  |
| Партія «Народна влада»      | 1                           | 8,3  |

#### За округами
| № округу                    | Прізвище, ім'я, по батькові        | Дата визнання обраним | Освіта             | Партійна приналежність | Відомості про обраного депутата     |
| --------------------------- | ---------------------------------- | --------------------- | ------------------ | ---------------------- | ----------------------------------- |
| Партія «Демократичний Союз» |                                    |                       |                    |                        |                                     |
| 1                           | Хома Олександр Миколайович         | 03.11.2010            | середня            | позапартійний          | тимчасово не працює                 |
| Партія «Народна влада»      |                                    |                       |                    |                        |                                     |
| 7                           | Цапар Михайло Вікторович           | 03.11.2010            | середня спеціальна | позапартійний          | тимчасово не працює                 |
| Самовисування               |                                    |                       |                    |                        |                                     |
| 2                           | Фурман Борис Мичеславович          | 03.11.2010            | середня            | позапартійний          | тимчасово не працює                 |
| 3                           | Ліщина Микола Степанович           | 03.11.2010            | середня            | позапартійний          | підприємець                         |
| 4                           | Сушніцький Олександр Іванович      | 03.11.2010            | середня            | позапартійний          | ТОВ «Стіомі- Холдінг», охоронець    |
| 5                           | Гуменюк Зінаїда Миколаївна         | 03.11.2010            | вища               | позапартійна           | Тернов-ська сільська рада, секретар |
| 6                           | Сорока Галина Василівна            | 03.11.2010            | вища               | позапартійна           | пенсіонер                           |
| 8                           | Городецька Раїса Василівна         | 03.11.2010            | вища               | позапартійна           | тимчасово не працює                 |
| 9                           | Джежела Анатолій Олександрович     | 03.11.2010            | середня            | позапартійний          | тимчасово не працює                 |
| 10                          | Янківський Олександр Володимирович | 03.11.2010            | середня            | позапартійний          | тимчасово не працює                 |
| 11                          | Дитко Антоніна Олександрівна       | 03.11.2010            | середня            | позапартійна           | пенсіонер                           |
| 12                          | Вибодовська Надія Станіславівна    | 03.11.2010            | середня            | позапартійна           | пенсіонер                           |